# Richard Harris Barham
Richard Harris Barham, född 6 december 1788, död 17 juni 1845, var en brittisk diktare och prästman.
Barham blev mycket omtyckt för sina ofta i skämtsam ton hållna Ingoldsby legends, en samling berättelser och legender i medeltidsstil på vers och prosa.